# Diploma of Education
Diploma of Education (forkortes ofte DipEd) er en titel, der bruges i de angelsaksiske lande for en efteruddannelse i pædagogik. Idet den er postgraduat, altså bygger videre på en faglig grunduddannelse, bruges også formen P.G.Dip.Ed. – Post-Graduate Diploma of Education – og H.Dip.Ed. – Higher Diploma of Education.
I grove træk svarer Dip.Ed. til det danske pædagogikum, og det danske Undervisningsministerium angiver, at Dip.Ed. er den mest anvendelige og forståelige betegnelse for pædagogikum i internationale sammenhænge. 
Der findes ingen officiel dansk forkortelse; derfor anbefaler Undervisningsministeriet at bruge Dip.Ed. også i danske sammenhænge, når dette anses for formålstjenligt.

## Eksempler
- "Jens Hansen, cand.scient., Dip.Ed." i Danmark.
- "Jens Hansen, M.Sc., Dip.Ed." i udlandet.

| Skole | Spire Denne artikel om en skole, en uddannelsesinstitution eller uddannelse er en spire som bør udbygges. Du er velkommen til at hjælpe Wikipedia ved at udvide den. |